# Freon
Freony je komerční označení pro skupinu halogenderivátů uhlovodíků (podmnožinu chlor-fluorovaných uhlovodíků), které obsahují alespoň dva vázané halogeny, z nichž alespoň jeden musí být fluor.

## Vlastnosti a využití
Běžně využívané freony jsou plyny nebo kapaliny s nízkým bodem varu. Jsou bezbarvé, bez zápachu, nehořlavé. Jsou to výborné izolanty a rozpouštědla.[zdroj?]
Dříve se freony ve velkém měřítku používaly v chladicích zařízeních, jako hasicí prostředky nebo hnací médium ve sprejích. V dnešní době se od jejich používání upouští pro negativní vliv na ozónovou vrstvu zemské atmosféry.

## Škodlivost

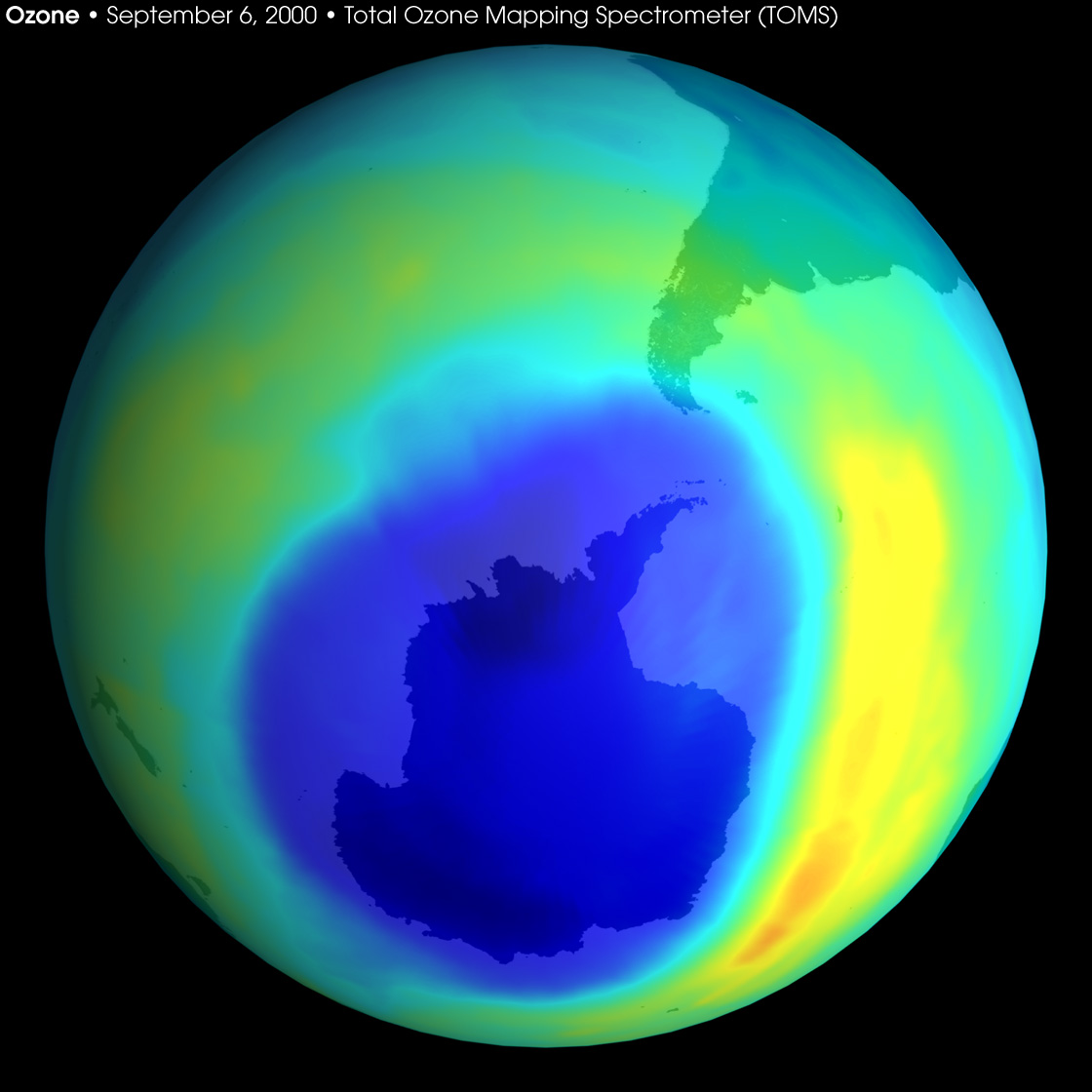
Rekordní oslabení ozonové vrstvy, Antarktida, září 2000

### V životním prostředí
Freony uvolňují v ozonové vrstvě chlor, který ničí ozonovou vrstvu.
Důsledkem je úbytek ozonové vrstvy a zvýšené pronikání UV záření na povrch Země, kvůli čemuž vznikají nemoci, jako je třeba zánět spojivek, rakovina kůže a poškození očí.
Freony se taktéž řadí mezi skleníkové plyny.

### Přímé dopady na zdraví člověka
Inhalace freonů může způsobovat euforii, z toho důvodu bývají někdy zneužívány. Freony mohou při vdechnutí nebo potřísnění dráždit dýchací cesty, oči a kůži. Vysoké koncentrace mohou ovlivnit centrální nervovou soustavu a činnost srdce, v extrémních případech hrozí až smrt. Některé jsou podezřelé mutageny.

## Působení freonů na ozonovou vrstvu
Jako příklad může sloužit freon 11:
- Při ozáření se rozpadne na dva radikály: {\displaystyle {\ce {CCl3F ->[UV] CCl2F^{.}{+}Cl^{.}}}}
- Chlorový radikál následně reagují s ozonem, kde však vzniká další radikál {\displaystyle {\ce {Cl^{.}{+}O3 -> O2 + ClO^{.}}}}
- Vzniklý radikál je stále reaktivní a reaguje znova s ozonem za vzniku původního radikálu {\displaystyle {\ce {ClO^{.}{+}O3 ->2O2 + Cl^{.}}}}
- Tento cyklus probíhá než chlorový radikál zrekombinuje. Mezitím může zkatalyzovat až 100 000 molekul O3.

## Mezinárodní regulace
Pod patronátem programu OSN na ochranu životního prostředí (UNEP) byla v roce 1985 podepsána Vídeňská úmluva, zavazující signatářské země omezit únik freonů do atmosféry. V roce 1987 byl podepsán prováděcí dokument známý jako Montrealský protokol. V letech 1990 a 1992 byly přijaty dva zpřísňující dodatky (tzv. Londýnský a Kodaňský z roku 1992).

## Nejvýznamnější zástupci skupiny
- Freon 11: trichlorfluormethan; CFC-11; R-11
- Freon 12: dichlordifluormethan; CFC-12; R-12
- Freon 13: chlortrifluormethan; R-13; CFC-13
- Freon 112: 1,1,2,2-tetrachlor-1,2-difluorethan; R-112; CFC-112
- Freon 112a: 1,1,1,2-tetrachlor-2,2-difluorethan; R-122a; CFC-112a
- Freon 113: 1,1,2-trichlor-1,2,2-trifluorethan; CFC-113
- Freon 113a: 1,1,1-trichlor-2,2,2-trifluorethan; CFC-113a;
- Freon 114: 1,2-dichlor-1,1,2,2-tetrafluorethan; CFC-114
- Freon 114a: 1,1-dichlor-1,2,2,2-tetrafluorethan; CFC-114a
- Freon 115: chlorpentafluorethan; CFC-115; R-115